# كريكيون هالوكي
كريكيون هالوكي (الاسم العلمي:Corycium orobanchoides) هو نوع من النباتات يتبع جنس الكريكيون من الفصيلة السحلبية.